# Rio Wabe
O rio  Wabe é um curso de água do centro-sul da Etiópia e um afluente do rio Omo em que desagua pela margem esquerda nas coordenadas 8° 13′ 20″ N, 37° 37′ 07″ L.